# Brett Halliday
Brett Halliday, eigentlich Davis Dresser, (* 31. Juli 1904 in Chicago, Illinois; † 4. Februar 1977 in Santa Barbara, Kalifornien) war ein US-amerikanischer Schriftsteller.

## Leben
Halliday verbrachte den größten Teil seiner Kindheit im Westen von Texas. Dort verletzte er sich an einem Stacheldraht so schwer, dass er sein linkes Auge verlor. Zeit seines Lebens trug er links eine Augenklappe. Mit 14 Jahren lief er 1918 von zu Hause weg und trat in Fort Bliss (El Paso) einem Kavallerieregiment bei. Als Mitglied der United States Border Patrol kontrollierte er ein Jahr lang die Grenze am Rio Grande.
Anschließend kehrte Halliday wieder nach Hause zurück und beendete auch die Highschool mit einem respektablen Abschluss. Bald darauf heiratete er Kathleen Rollins. Diese Ehe wurde schon bald wieder geschieden. Halliday nahm am Zweiten Weltkrieg teil und kehrte 1945 wieder in seine Heimat zurück. Am 26. März 1945 gründete er in New York zusammen mit Anthony Boucher, Clayton Rawson und Lawrence Treat die Vereinigung Mystery Writers of America (MWA).
1946 heiratete Halliday die Schriftstellerin Helen McCloy und hatte mit ihr eine Tochter. Diese Ehe wurde 1961 geschieden und noch im selben Jahr heiratete er in dritter Ehe die Schriftstellerin Mary Savage; mit ihr hatte er einen Sohn.
„Brett Halliday“ war sein wichtigstes und auch bekanntestes Pseudonym. Je nach Genre schrieb er auch unter den Namen „Matthew Blood“, „Kathryn Culver“, „Don Davis“, „Hal Debrett“, „Anthony Scott“, „Peter Field“ und „Anderson Wayne“.

## Auszeichnungen
- 1954 Edgar Allan Poe Award – Kategorie Best Outstanding Mystery Criticism, zusammen mit seiner Ehefrau Helen McCloy

## Werke
- Erhol dich gut in Florida. Kriminalroman („Murder by Proxy“). Goldmann, München 1966.
- Freundlich, aber tot. Kriminalroman („Too friendly, too dead“). Goldmann, München 1965.
- Eine heiße Sache. Kriminalroman („Killers from the Keys“). Goldmann, München 1966.
- Heiße Ware aus Haifa. Kriminalroman („At the point A-38“). Goldmann, München 1975, ISBN 3-442-04441-3.
- Jeden Freitag. Kriminalroman („The corpse that never was“). Goldmann, München 1965.
- Kunden werden nicht erstochen. Kriminalroman („Never kill a client“). Goldmann, München 1965.
- Lady Dynamit. Kriminalroman („Fit to kill“). Goldmann, München 1974.
- Das Loch in der Tasche. Kriminalroman („Framed in blood“). Goldmann, München 1966.
- Mit gezinkten Karten. Kriminalroman („Weep for a Blonde“). Goldmann, München 1973.
- Mit rauchendem Revolver. Kriminalroman („Shoot to kill“). Goldmann, München 1965.
- Die mörderische Jungfrau. Kriminalroman („The hiomicidal virgin“). Goldmann, München 1968.
- Mord mit Eile. Kriminalroman („Murder in haste“). Goldmann, München 1966.
- Die Nacht mit Nora. Kriminalroman („One night with Nora“). Goldmann, München 1971.
- Schnaps, Hasch und Miezen. Kriminalroman („Lady be bad“). Goldmann, München 1965.
- Tod kennt keine Halbzeit. Kriminalroman („Fourth down to death“). Goldmann, München 1967.
- Das tödliche Rezept. Kriminalroman („Pay off in blood“). Goldmann, München 1974, ISBN 3-442-25934-7.
- Das verlorene Gedächtnis. Kriminalroman („Call for Michael Shayne“). Goldmann, München 1967.